# هیپولوکسو (فلوریدا)
هیپولوکسو (به انگلیسی: Hypoluxo) شهرکی در شهرستان پام بیچ ایالت فلوریدا است که در سال ۱۹۵۵ بنیان‌گذاری شده‌است. این شهرک طبق سرشماری سال ۲۰۱۰ میلادی، ۲٬۵۹۱ نفر جمعیت داشته و مساحت آن نیز ۲٫۱ کیلومتر مربع است.